# Fiat 50 HP
Fiat 50 HP – samochód osobowy produkowany przez FIAT-a w latach 1908–1910. 
Wyposażony był w silnik o pojemności 7430 cm3 i mocy 50 KM (przy prędkości obrotowej 1400 rpm) co pozwalało na osiągnięcie prędkości 90 km/h. Silnik umieszczony był z przodu a napęd na koła tylnej osi, poprzez czterobiegową skrzynkę biegów (plus bieg wsteczny) przekazywany był za pomocą łańcucha bądź wału napędowego. Wyprodukowano poniżej 300 egzemplarzy, z których znaczna część trafiła na eksport.